# Petru Drăgoescu
Petru Drăgoescu (* 22. Juli 1962 in Petroșani) ist ein ehemaliger rumänischer Leichtathlet, der sich auf den Mittelstreckenlauf spezialisiert hat. Seinen größten sportlichen Erfolg feierte er mit dem Gewinn der Silbermedaille über 800 Meter bei den Halleneuropameisterschaften 1985 in Piräus.

## Sportliche Laufbahn
Erste internationale Erfahrungen sammelte Petru Drăgoescu im Jahr 1982, als er bei den Balkanspielen in Bukarest in 1:48,25 min die Bronzemedaille über 800 Meter hinter dem Jugoslawen Milovan Savić und Binko Kolew aus Bulgarien. Im Jahr darauf belegte er bei den Halleneuropameisterschaften in Mailand in 1:47,91 min den vierten Platz über 800 Meter kam im Sommer bei der Sommer-Universiade in Edmonton mit 1:49,57 min nicht über den Vorlauf hinaus. Anschließend schied er bei den Weltmeisterschaften in Helsinki mit 1:48,33 min in der ersten Runde aus. 1984 siegte er bei den Balkanspielen in Athen in 3:40,38 min im 1500-Meter-Lauf sowie in 1:48,72 min auch über 800 Meter. Im Jahr darauf belegte er bei den Hallenweltspielen in Paris in 1:48,34 min den vierten Platz über 800 Meter und gewann anschließend bei den Halleneuropameisterschaften in Piräus in 1:49,38 min die Silbermedaille hinter dem Briten Rob Harrison. Im September belegte er dann bei den Studentenweltspielen in Kōbe in 1:45,41 min den vierten Platz und verteidigte bei den Balkanspielen in Stara Sagora in 1:48,69 min und 4:00,42 min seine Titel über 800 und 1500 Meter. 1986 siegte er in 3:40,74 min über 1500 Meter bei den Balkanspielen in Ljubljana und 1988 schied er bei den Halleneuropameisterschaften in Budapest mit 1:49,24 min im Halbfinale über 800 Meter aus. 1990 beendete seine aktive sportliche Karriere im Alter von 28 Jahren.
In den Jahren 1983 und 1988 wurde Drăgoescu rumänischer Meister im 800-Meter-Lauf.

## Persönliche Bestleistungen
- 800 Meter: 1:45,41 min, 4. September 1985 in Kōbe
  - 800 Meter (Halle): 1:47,21 min, 2. März 1985 in Piräus (rumänischer Rekord)
- 1500 Meter: 3:40,38 min, 8. September 1984 in Athen
  - 1500 Meter (Halle): 3:41,02 min, 23. Februar 1985 in Budapest